# Mine de Pueblo Viejo
Pour les articles homonymes, voir Pueblo Viejo.
La mine de Pueblo Viejo est une mine à ciel ouvert d'or et d'argent située dans la province Sánchez Ramírez en République dominicaine.
Elle fut la première mine du « Nouveau Monde » identifiée et exploitée par les Espagnols au moment de l'arrivée des troupes dirigées par Christophe Colomb avant 1500 dans l'île d'Hispaniola, où ils asservirent des Taïnos puis des esclaves noirs.
Délaissée au fil des siècles, elle devient le cadre de plusieurs chantiers de fouille à partir de 1975, puis le Gouvernement dominicain décide de négocier une concession d'exploitation en faisant appel à Barrick Gold et Goldcorp à partir de 2010.

## Histoire de la mine
Le site minier fut découvert, grâce aux Taïnos — peuple autochtone qui l'exploitait déjà en partie — en 1492 par Christophe Colomb. Elle se trouve dans la vallée du Cibao, à l'époque partagée entre deux caciquats, la Magua et la Maguana, et qui se retrouva parsemée de nombreuses villes fortifiées par les Espagnols, dont Cotuí (rebaptisé à l’époque Las Minas), qui protégeaient ces grandes mines d'or et d'argent à ciel ouvert, et où étaient asservis une grande partie des autochtones. Entre 1505 et 1510, il fallut importer plus de 200 esclaves africains pour maintenir l'activité d'extraction.
L'exploitation minière de l’époque coloniale espagnole est documentée entre autres et d'abord par les écrits de Bartolomé de las Casas, de Pierre Martyr d'Anghiera et de Gonzalo Fernández de Oviedo y Valdés, dont les témoignages sont publiés quelques années après l'arrivée des premiers colons. La ville de Cotuí a été fondée en 1505, à côté de la mine, par Rodrigo Mejía de Trujillo, sous l'ordre du gouverneur espagnol Nicolás de Ovando. L'énorme gisement de roches volcaniques, minéralisées sous l'action de l'air et des bactéries, contient du cuivre, du zinc, de l'argent et de l'or.
Les collines de Pueblo Viejo abritèrent pendant longtemps les plus grandes mines à ciel ouvert du monde, de par leur superficie. Le minerai ne pouvant être exploité complètement par les Espagnols, faute de techniques d'amalgamation suffisantes, une partie est restée sur place. Une importante quantité de mercure fut cependant importée depuis l'Europe. L'or extrait était convoyé à Concepción de La Vega où il était fondu puis dirigé vers un port et exporté. Un important trafic prit place. Cette dynamique, où le gaspillage, la corruption et la violence ne sont pas absentes, affecta également Cotuí. Le reflet de cette situation dans cette enclave, tel que rapporté dans certains documents historiques, indique qu'en 1525 le travail était à moitié paralysé et qu'au début du XVIIe siècle la misère s'était abattue sur toute l'île. En 1690, l'exploitation repris mais à moindre échelle à Cotuì. Le site tomba à l'abandon en 1969 seulement. À cette époque, la compagnie minière Rosario Mining Company (en) effectua des forages qui révélèrent un potentiel aurifère évalué à 10 000 tonnes, ce qui en ferait la mine d'or la plus riche au monde.
Le groupe minier américain Barrick Gold qui possède 60 % des parts dans la concession (40 % sont détenus par Goldcorp), par le biais de sa filiale locale, Pueblo  Viejo  Dominicana Corporation, décide en 1999 de relancer l'exploitation de ce site minier, investissant 375 millions de dollars pour vérifier si ses installations seraient bien en conformité avec les normes environnementales. 
Ce projet a permis au Gouvernement dominicain de redécouvrir les origines de ce lieu, l'histoire des premiers peuplements autochtones, d'abord en se basant sur la première campagne de fouille menée en 1975-1977 par Emilio Tejera. En 2001, l'Unesco, classe cette zone au nom du Patrimoine mondial, le site prend le nom international de Archaeological and Historical National Park of Pueblo Viejo, La Vega. Cette décision déclenche, en 2010-2011, une deuxième campagne de fouilles menée par Harold Olsen Bogaert, en lien avec Barrick, le Museo del Hombre Dominicano, et le ministère de la Culture dominicain, en raison du processus d'exploitation minière auquel cette zone va être soumise, d'enregistrer méthodologiquement, de démanteler, de déplacer et de réarmer ces structures archéologiques dans un nouveau lieu qui permette à ces vestiges, représentant les restes d'un camp minier colonial qui sont peut-être les plus anciens situés en République Dominicaine et dans toute l’Amérique, d'être préservés et valorisés.
En mai 2021, Barrick Gold, qui souhaite investir 1,3 milliard de dollars dans le projet d'expansion de la mine, se voit opposer à 87 associations environnementales qui tentent de bloquer les opérations.

## Impact environnemental
L'Académie dominicaine des sciences a conclu en 2012 que la mine avait contaminé le barrage d'Hatillo.